# Province de Lan Chang
La province de Lan Chang était une ancienne province du royaume de Thaïlande. Il englobait les pentes orientales de la chaîne de Luang Prabang au Laos, avec Xaignabouli (Sainyabuli) comme siège administratif. Il comprenait des parties des anciennes provinces de Luang Prabang et Xaignabouli du Laos français.
Annexée en 1941, la Thaïlande la rendit à l'Indochine française en 1946, ainsi que toutes les autres régions qu'elle avait gagnées par la guerre comme condition d'admission aux Nations unies. En conséquence, toutes les réclamations de guerre contre la Thaïlande ont été abandonnées et le royaume a reçu une aide américaine substantielle en remerciement pour l'aide que sa clandestinité anti-japonaise avait fournie à l'effort de guerre allié.

Les frontières rétrécies du Siam à travers l'Histoire. Les zones perdues pour la France en 1904 sont celles annexées en 1941.